# Polygone de Reuleaux

Un triangle de Reuleaux est un triangle équilatéral dont les côtés sont remplacés par des arcs de cercle

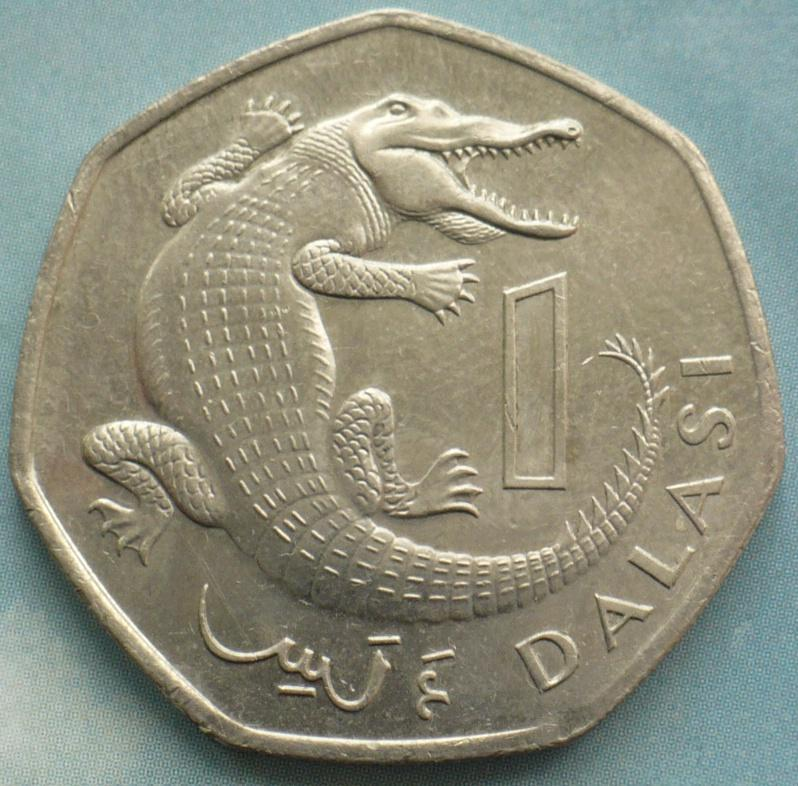
Dalasi gambien, une pièce de monnaie ayant la forme d'unheptagone de Reuleaux

Un polygone de Reuleaux est une courbe géométrique de largeur constante composée d'arcs de cercles. On les construit en remplaçant les côtés d'un polygone par des arcs de cercles,.
Il s'agit d'une généralisation du triangle de Reuleaux, nommé en l'honneur de l'ingénieur allemand Franz Reuleaux.
Le triangle de Reuleaux se construit à partir d'un triangle équilatéral en reliant les sommets adjacents par un arc de cercle centré sur le sommet opposé. La construction se généralise en partant d'un polygone régulier ayant un nombre impair de côtés, voire à certains polygones irréguliers, donnant les polygones de Reuleaux.
Les polygones de Reuleaux ne sont pas a proprement parler des polygones puisque leurs côtés ne sont pas des segments mais des arcs de cercle.

## Construction
Soit P un polygone convexe ayant un nombre impair de côtés, dans lequel d'une part chaque sommet est équidistant des deux sommets opposés, et d'autre part, pour lequel les deux sommets opposés sont plus éloignés du sommet initial que tous les autres sommets.
Alors on peut pour chaque chaque arête de P tracer un arc de cercle dont le centre est situé sur sommet opposé à l'arrête et qui passe par les deux extrémités de l'arrête. La courbe ainsi formée est un polygone de Reuleaux. En particulier, cette construction est toujours possible pour n'importe quel polygone régulier ayant un nombre impair de côtés.
Chaque polygone de Reuleaux doit avoir un nombre impair de sections d'arcs de cercles. Il est toutefois possible de construire d'autres courbes de largeur constante constituées  d'un nombre pair d'arcs de rayons variables.

## Propriétés
Les polygones de Reuleaux construits à partir des polygones réguliers sont les seules courbes de largeur constante constitués d'un nombre fini d'arcs de cercle de même longueur.
Toute courbe de largeur constante peut être approximée aussi près que l'on veut par un polygone de Reuleaux (éventuellement irrégulier) de même largeur.

Quatre polygones de Reinhardt à 15 côtés, formés de quatre polygones de Reuleaux différents à 9, 3, 5 et 15 côtés

Un polygone de Reuleaux régulier a tous ses côtés (c'est-à-dire les arcs de cercle) de même longueur. Plus généralement, lorsqu'un polygone de Reuleaux a des côtés pouvant être divisés en arcs de longueur égale, l'enveloppe convexe des extrémités de l'arc est un polygone de Reinhardt. Ces polygones satisfont de nombreuses conditions d'optimalité : ils ont le plus grand périmètre possible pour leur diamètre, la plus grande largeur possible pour leur diamètre et la plus grande largeur possible pour leur périmètre.

## Applications
Le fait que ces formes géométriques aient une largeur constante leur donne une utilité pratique. Il existe par exemple des pièces de monnaies ayant la forme d'un polygone de Reuleaux, ce qui leur permet d'être utilisées dans les mécanismes à pièces : par exemple, les pièces britanniques de  20 et 50 pence sont en forme d'heptagone de Reuleaux régulier.
Du fait de leur largeur constante, on peut en principe faire rouler un véhicule dont les roues seraient des polygones de Reuleaux et non des cercles.